# Silvia Zenari
Silvia Zenari (Udine, 31 mars 1895 – Conegliano, 30 juin 1956) est une géologue et botaniste italienne. Née à Udine, en Italie, elle étudie à l’université de Padoue, où elle obtient son diplôme en 1918.

## Biographie
Silvia Zenari naît à Udine le 31 mars 1895, deuxième d’une fratrie de sept enfants. Elle passe son enfance à Montereale Valcellina, où elle commence à cultiver son intérêt pour la nature en collectant plantes, insectes et minéraux. Après des études secondaires à Vittorio Veneto, elle s’installe à Padoue pour poursuivre son parcours académique et obtient, en 1918, son diplôme en sciences naturelles avec mention. Elle complète ensuite un diplôme de master en sciences naturelles, la rendant apte à enseigner,.
En 1919, elle devient assistante à l’Institut de botanique de l’université de Padoue, poste qu’elle occupe jusqu’en 1930 avant de rejoindre l’enseignement secondaire, d’abord à Rovigo, puis à Padoue. En 1932, elle obtient son habilitation à enseigner la géographie végétale et la botanique systématique, confirmée en 1937,.
Parallèlement, elle mène des recherches en géologie et en botanique, deux domaines auxquels elle contribue significativement. En géologie, elle participe à la réalisation de la carte géologique des Tre Venezie, sous la direction de Giorgio Dal Piaz (it), et se charge notamment des relevés pour le feuillet de Maniago. En botanique, elle se spécialise dans l’étude de la flore des Alpes orientales, en particulier dans le Comelico et le Cadore, où elle passe deux décennies à explorer les zones méconnues et à constituer un herbier de près de 20 000 spécimens, aujourd’hui conservé à l’Université de Padoue,.
Elle publie des travaux majeurs, tels qu’Associazioni e limiti di vegetazione nel Gruppo M. Schiara-M. Pelf (1934) et La vegetazione nel Comelico (1941), qui deviennent des références classiques. En 1948, l’Académie des Lyncéens lui décerne un prix en sciences naturelles, reconnaissant sa rigueur dans l’analyse systématique des espèces et sa capacité à établir des parallèles entre les flores italienne et européenne.
Dans les dernières années de sa vie, elle se consacre à la rédaction d’une clé botanique analytique, publiée en 1956, pour faciliter l’identification des espèces végétales d’Italie du Nord. Elle enseigne également la phytogéographie à l’Université de Padoue, tout en poursuivant ses recherches sur la végétation du Frioul,.
Le 30 juin 1956, Silvia Zenari meurt tragiquement dans un accident de voiture alors qu’elle rentre d’une excursion naturaliste. Son travail, documenté par 65 publications, marque la fin de l’ère classique de l’exploration botanique dans le Frioul et ouvre la voie aux recherches modernes,. Une société de naturalistes de Pordenone porte aujourd’hui son nom.
L’abréviation standard Zenari est utilisée pour désigner cette scientifique en tant qu’autrice lors de la citation d’un nom botanique.

## Travaux
- (it) Forme ereditarie e variabilita nei cicli di "Sonchus oleraceus" L. em. e di "Sanchus asper" Hill, G. Bardi, 1921 (lire en ligne)
- (it) Illustrazione dell'erbario composto da G. B. Brocchi in Egitto e Nubia: (1822-1826) : appendice: viaggio in Siria (1823-24), Leonardo da Vinci, 1922 (lire en ligne)
- (it) La flora della valle Cellina: aggiunte e correzioni, Tip. Valbonesi, 1925 (lire en ligne)
- (it) Studio geo-idrologico del bacino del Cellina, Società cooperativa tipografica, 1926 (lire en ligne)
- (it) L'hemerocallis flava L. in Italia, Tip. Valbonesi, 1926 (lire en ligne)
- (it) Sopra alcune forme italiane del genere Gladiolus, Societa'botanica italiana, 1928 (lire en ligne)
- (it) La zona delle risorgive nel Friuli occidentale ed i suoi caratteri floristici, Societa' cooperativa tipografica, 1928 (lire en ligne)
- (it) Foglio "Maniago", Società Cooperativa Tipografica, 1929 (lire en ligne)
- (it) Il carattere semi duri in rapporto con la discendenza e l'ambiente, Tip. Leonardo Da Vinci, 1929 (lire en ligne)
- (it) Le stazioni rupestri d'alta montagna nella zona delle Dolomiti, Società anonima editrice Leonardo da Vinci, 1930 (lire en ligne)
- (it) Ricerche sulla distribuzione altimetrica della vegetazione in Italia. 1. Associazioni e limiti di vegetazione nel gruppo M. Schiara-M. Pelf (Belluno), Societa' botanica italiana, 1934 (lire en ligne)
- (it) La vegetazione del Comelico (Alto Cadore): Ricerche sulla distribuzione altimetrica, Società Botanica Italiana, 1941 (lire en ligne)
- (it) Contributo alla conoscenza della flora del Comelico (alto Cadore): note di critica sistematica : 1. contributo, Stab. Tip. L. Penada, 1942 (lire en ligne)
- (it) Pubblicazioni degli anni 1943-1949, Università di Padova, 1943 (lire en ligne)
- (it) Piante critiche delle Alpi Venette, 1951 (lire en ligne)
- (it) Elementi di fitogeografia, Editoria liviana, 1950 (lire en ligne)
- (it) Flora escursionistica: chiave botanica analitica per la determinazione delle principali specie vegetali dell'alta Italia, In Commissione Esclusiva Presso: R. Zannoni, 1957 (lire en ligne)